# Ellis Kaut
Elisabeth "Ellis" Kaut (Stuttgart, 17 de novembre de 1920 - prop de Fürstenfeldbruck, 24 de setembre de 2015) va ser una autora alemanya de llibres infantils que va tenir èxit internacional gràcies a la invenció del personatge de "Pumuckl", un gnom pèl-roig. També va escriure novel·les per a adults i diversos llibres il·lustrats.

## Vida
Ellis Kaut va néixer a Stuttgart però la seva família es va traslladar a Munic quan tenia només dos anys. En acabar l'escola va estudiar teatre i fou contractada pel Residenztheater de Wiesbaden. Als 19 anys, el 1939, es va casar amb l'escriptor Kurt Preis i s'establiren a Munic; la seva filla Ursula va néixer el 1945. Ellis Kaut va estudiar escultura a l'Acadèmia de Belles Arts de Munic. A la Bayerischer Rundfunk, ràdio bavaresa, va supervisar programes infantils i també en va escriure guions. En aquest context creà el seu personatge més famós.
Ellis Kaut va confessar en una entrevista que escriure era una tasca dura per a ella. Es va dedicar també a la pintura i a la fotografia i es va mantenir activa fins a una edat avançada.
A Munic s'ha dedicat un carrer a Ellis Kaut i també una escola porta el seu nom. En algunes cruïlles de Munic s'ha substituït la figura verda que permet el pas en el semàfor de vianants per una silueta de Pumuckl.

## Obra
Kaut inventà el personatge de Pumuckl, un gnom pèl-roig que provoca tota mena de desastres al taller del mestre fuster Eder. És invisible als humans i només el mestre Eder el pot veure. Les històries de Pumuckl es van emetre per primera vegada com a obra radiofònica a la ràdio bavaresa el 1962; se n'emeteren 90 capítols. Després se n'escriviren llibres (11 llibres amb 66 històries) i també se'n va fer una sèrie de televisió en 52 capítols. En total, un centenar d'històries en què Pumuckl és el protagonista i responsable de diferents trapelleries. Tal com va explicar la mateixa Kaut al programa de televisió Montagsmaler el 22 de novembre de 1983, "Pumuckl" era el sobrenom que li va donar el seu marit.
Hi ha un Museu Pumuckl a Ohlstadt, Alta Baviera,; també a Uthlede a la Baixa Saxònia hi ha un Museu Pumuckl.
Ellis Kaut també escrigué les "Històries del gat Musch", una sèrie de llibres i obra de ràdio per a nens l'any 1954. Es tracta del gat parlant Musch, que conviu amb l'escriptor Anton Pfister i li proporciona regularment notícies.
Les històries de Pumuckl no han estat traduïdes al català. Sí que n'hi ha traducció castellana a l'editorial Noguer en els anys 1970-80 on el personatge s'anomena "Pumuky".

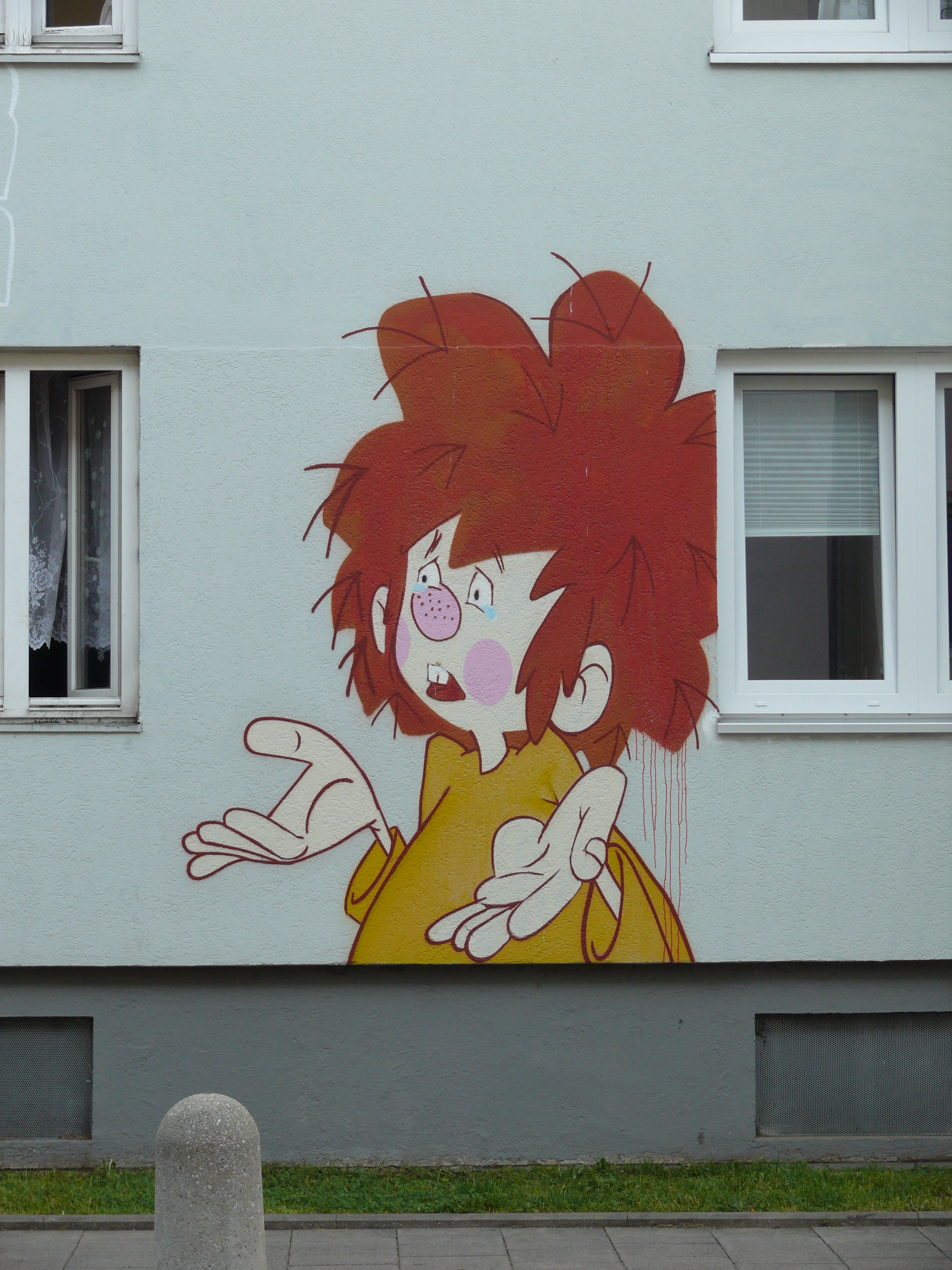
Una façana a Munic amb una pintura mural de Pumuckl